# Elaphidion glabratum
Elaphidion glabratum es una especie de escarabajo longicornio del género Elaphidion, categorizada en la tribu Elaphidiini, de la subfamilia Cerambycinae. Fue descrita por Fabricius en 1775.

## Descripción
Mide 11-19 mm de longitud.

## Distribución
Se distribuye por Antigua y Barbuda, Bahamas, República Dominicana, Guadalupe, San Cristóbal y Nieves, San Martín, San Bartolomé, Santa Lucía y Santa Cruz.